# Institut national polytechnique Félix Houphouët-Boigny
Pour les articles homonymes, voir INP et Institut national polytechnique en France.
L’Institut national polytechnique Félix Houphouët-Boigny (INP-HB) est un établissement public de formation supérieure, de recherche et de production situé à Yamoussoukro en Côte d'Ivoire. Rassemblant neuf écoles supérieures et de nombreux départements de formation et de recherche (DFR), il compte environ 3000 étudiants.

## Historique

### Création
L’Institut national polytechnique Félix Houphouët-Boigny est né en septembre 1996 de la fusion de quatre établissements d'enseignement supérieur de Yamoussoukro : l’École nationale supérieure d’agronomie (ENSA), l’École nationale supérieure des travaux publics (ENSTP), l’Institut agricole de Bouaké (IAB), et l’Institut national supérieur de l’enseignement technique (INSET).
L'objectif de cette fusion était de réduire les coûts structurels, d'allouer de façon plus pertinente les moyens et les ressources aux différentes écoles et d'harmoniser les programmes de formation.
Accompagnant cette fusion, sept nouvelles écoles sont créées au sein de l'Institut : l'École supérieure d’agronomie (ESA), l'École supérieure d’industrie (ESI), l'École supérieure de commerce et d’administration des entreprises (ESCAE), l'École supérieure des mines et de géologie (ESMG), l'École supérieure des travaux publics (ESTP), l'école supérieure du pétrole et de l'énergie (ESPE) et l'École de formation continue et de perfectionnement des cadres (EFCPC).

### Dégradation
L'INP-HB a connu durant les crises politiques qui ont marqué la Côte d'Ivoire (2002-2011) et jusqu'à l'heure actuelle un état de délabrement avancé. La gestion quant à elle faisait l'objet de nombreuses critiques,.

### Réhabilitation et renaissance
Depuis 2011, l'État ivoirien prend les choses en main en nommant à la tête de l'INP-HB un nouveau directeur général, Koffi N'Guessan, afin de lui redonner ses lettres de noblesse. Cette nouvelle équipe entreprend des démarches pour une revalorisation du statut de l'Institut.
Le Contrat de désendettement et de développement (C2D) signé par les gouvernements ivoirien et français permet à l'INP-HB d'obtenir un appui important de la France. L'État de Côte d'Ivoire, prenant la pleine mesure du chantier s'investit également pour consolider les acquis de l'Institut, en attendant le financement du C2D.

## Structure
L’établissement est constitué de neuf grandes écoles :
- École supérieure d'agronomie (ESA)
- École supérieure de commerce et d'administration des entreprises (ESCAE)
- École supérieure d'industrie (ESI)
- École supérieure des mines et géologie (ESMG)
- École supérieure des travaux publics (ESTP)
- École supérieure de pétrole et de l'énergie (ESPE)
- École de formation continue et de perfectionnement des cadres (EFCPC)
- École doctorale polytechnique (EDP)

L'Institut abrite également trois classes préparatoires aux grandes écoles (CPGE) : biologique, technologique, commerciale. Ces classes préparent les meilleurs bacheliers aux concours nationaux et internationaux.

## Campus
L'Institut compte trois sites : le site sud, centre et nord. Le campus fait 146 hectares
L'Institut compte huit grandes écoles, trois classes préparatoires aux grandes écoles (CPGE), quatorze départements de formation et de recherche (DFR) et huit laboratoires.
Il a treize amphithéâtres de 100 à 1500 places, trois bibliothèques, deux restaurants universitaires, deux résidences universitaires avec 3008 chambres individuelles, trois centres de santé et deux gymnases.

### Site Sud
Le site Sud abritait initialement École nationale supérieure des travaux publics (ENSTP). Il est reconnaissable par ses imposantes arcades et son architecture futuriste. Ses architectes sont Henry Pottier, Philippe Godin, Jacques Rechsteiner et Telesphore Koumé.
Il comprend aujourd'hui les Ecoles, les Directions et services suivants :
- Ecole supérieure des travaux publics
- Ecole supérieure des mines et géologie
- DFR Mathématiques et Informatique
- DFR Bâtiments et Urbanisme
- DFR Sciences de la Terre et Ressources minières
- DFR Infrastructures et Transport
- Direction des ressources humaines
- Centre de promotion et d'expertise
- Centre régional de formation supérieure en métrologie

### Site Centre
Les bâtiments du Site Centre ont à l’origine été ceux de l’Institut National Supérieur de l’Enseignement Technique (INSET). 

### Site Nord
Les bâtiments du Site Centre ont à l’origine été ceux de l’Ecole Nationale Supérieure d’Agronomie (ENSA) et de l’Institut Agricole de Bouaké (IAB)

## Personnalités liées

### Directeurs généraux
- 1996-? : Nahounou Bobouo
- ?-2011 : Ado Gossan
- 2011 : Alphonse Guéi (intérim)
- 2011-2021 : Koffi N'Guessan
- 2021-en cours : Diaby Moussa Abdoul Kader

### Étudiants et anciens étudiants de l'INP-HB
- Laetitia Ky, artiste et styliste
- Esther Memel, Miss Côte d'Ivoire 2016
- Thierry Tanoh, économiste
- Sidi Tiémoko Touré, ministre
- Franck Allatin, recteur de la Basilique Notre-Dame-de-la-Paix de Yamoussoukro
- Oswald Guy-Cyr Louéké, homme d'affaires
- Aimée Lidéa Nabo, mécanicenne d'avion
- Amie Kouamé, entrepreneuse